# Faronta chilensis
Faronta chilensis là một loài bướm đêm trong họ Noctuidae.